# Joe (film, 2013)
Pour les articles homonymes, voir Joe.
Pour plus de détails, voir Fiche technique et Distribution.
Joe est un film américain réalisé par David Gordon Green, sorti en 2013.

## Synopsis
Dans une petite bourgade perdue du Texas, Joe (Nicolas Cage), proche de la cinquantaine, possède une modeste entreprise de travaux forestiers et emploie quelques pauvres gens avec lesquels il a su nouer des liens cordiaux. Il est sorti de la prison, dans laquelle il avait fini pour des violences envers des policiers, mais il reste sous surveillance probatoire, ce qui le rend très dépendant d'éventuels effets de ses humeurs sanguines et le contraint à les maitriser. Un jour, un adolescent se présente à lui, commence à travailler et se montre particulièrement volontaire. Hélas, le père du jeune homme est un individu profondément alcoolique, violent, sans aucun scrupule, meurtrier à l'occasion. Celui-ci fait la connaissance d'un petit truand local qui a maille à partir avec Joe depuis fort longtemps ; cette rencontre va malencontreusement accélérer les événements et les rendre de plus en plus tragiques.

## Fiche technique
- Titre original et français : Joe
- Réalisation : David Gordon Green
- Scénario : Gary Hawkins, d'après Joe de Larry Brown
- Direction artistique : Chris L. Spellman
- Décors : Chris L. Spellman
- Costumes : Karen Malecki et Jill Newell
- Montage : Colin Patton
- Musique : Jeff McIlwain et David Wingo
- Photographie : Tim Orr
- Production : David Gordon Green, Lisa Muskat, Derrick Tseng et Christopher Woodrow
- Sociétés de production : Dreambridge Films, Muskat Filmed Properties, Rough House et Worldview Entertainment
- Sociétés de distribution :  Worldview Entertainment,  Wild Side Films / Le Pacte
- Budget : 4 000 000 USD[1]
- Pays de production :  États-Unis
- Langue originale : anglais
- Format : couleur - 35 mm - 2,35:1 - son Dolby numérique
- Genre : drame
- Durée : 117 minutes
- Dates de sortie[2] :
  - Italie : 30 août 2013 (Mostra de Venise 2013)
  - France : 2 septembre 2013 (Festival du cinéma américain de Deauville)[3] ; 30 avril 2014 (sortie nationale)
  - États-Unis : 11 avril 2014
- Public : Film interdit aux moins de 12 ans en France[4].

## Distribution
- Nicolas Cage (VF : Dominique Collignon-Maurin) : Joe Ransom
- Tye Sheridan (VF : Hervé Grull) : Gary
- Ronnie Gene Blevins (VF : Jean-François Vlérick) : Willie Russell
- Gary Poulter (VF : Bernard Métraux) : Wade
- Adriene Mishler (VF : Marie Diot) : Connie
- Sue Rock (VF : Ariane Deviègue) : Merle
- Brian Mays (VF : Lucien Jean-Baptiste) : Junior
- Aj Wilson McPhaul (VF : Med Hondo) : Earl
- Heather Kafka : Lacy
- Elbert Hill (VF : Jean-Baptiste Anoumon) : Shorty
- Anna Niemtschk : Dorothy

Source et légende : Version française (VF) sur RS Doublage

## Distinctions

### Récompenses
- Prix Marcello-Mastroianni pour Tye Sheridan lors de la Mostra de Venise 2013[6].

### Nominations
- Mostra de Venise 2013 : sélection en compétition officielle
- Festival international du film de Toronto 2013 : sélection « Special Presentations »
- Festival du cinéma américain de Deauville 2013 : hors compétition, sélection « Premières »